# Kartia: The Word of Fate
Kartia: The Word of Fate is een tactisch rollenspel dat werd ontwikkeld door Atlus. Het spel kwam in 1998 uit voor de Sony PlayStation. 

## Spel
Het spel is opgedeeld in twee delen. Het eerste deel gaat over Toxa Classico, het tweede deel Lacryma Christi. Toxa is een ridder zonder thuisland en Lacryma is een verdediger van het geloof.
De naam van het spel, Kartia, is een soort speciaal papier waarop met magie geschreven kan worden en zo inkt omzet in realiteit. Het papier is moeilijk te krijgen en de kwaliteit ervan varieert ook. Door de groeiende toestroom van demonische krachten en politieke onrust ontstaat er alleen maar meer onstabiliteit in het land.
Het speelveld wordt isometrisch weergegeven. Het perspectief van het spel is in de derde persoon.

## Ontvangst
| Beoordeeld door | Datum             | Score |
| --------------- | ----------------- | ----- |
| RPGFan          | 18 juli 1998      | 83%   |
| Netjak          | 3 april 2003      | 82%   |
| IGN             | 23 november 1998  | 80%   |
| Super Play      | augustus 1999     | 78%   |
| GameSpot        | 21 augustus 1998  | 77%   |
| Power Unlimited | september 1999    | 70%   |
| RPGamer         | 19 september 2000 | 70%   |
| Retroage        | 19 januari 2013   | 67%   |